# Joachim Loh

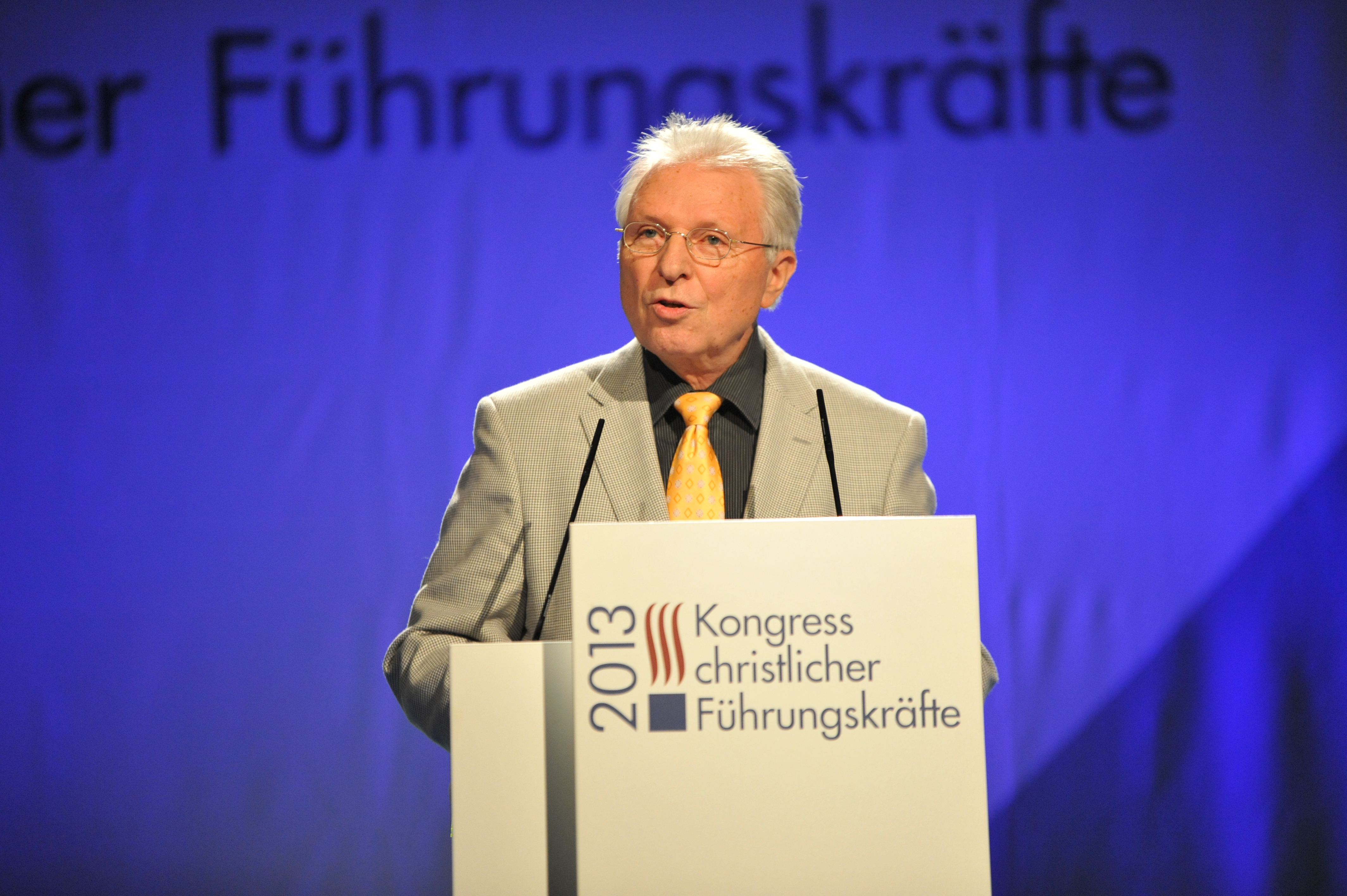
Loh auf dem Kongress christlicher Führungskräfte im Januar 2013.

Joachim Loh (* 5. Oktober 1942) ist ein deutscher Unternehmer.

## Leben
Nach einem Studium in Maschinenbau und Wirtschaft übernahm Joachim Loh im Jahr 1971, nach dem Tod des Firmengründers Rudolf Loh, die Firmenleitung von Hailo und entwickelte durch Zukäufe die „Joachim Loh Unternehmensgruppe“ mit sechs Unternehmen und 16 Tochtergesellschaften weltweit und mehr als 1300 Mitarbeiterinnen und Mitarbeitern. Im Jahr 2009 übergab er die Leitung des Familienunternehmens an seinen Sohn Sebastian. Seit August 2008 ist er Aufsichtsrat der Dürr Dental AG und seit Juni 2012 Vorsitzender des Aufsichtsrats. Joachim Loh ist verheiratet und Vater von drei erwachsenen Kindern. Sein Bruder ist der Unternehmer Friedhelm Loh, Inhaber und Vorsitzender der Friedhelm Loh Group.

## Ehrenamt
Loh engagiert sich ehrenamtlich in evangelikalen Organisationen. Er war zwischen 1990 und 2011 Vorstandsmitglied (ab 1995 Vorstandsvorsitzender) der Ausbildungsstätte der Brüdergemeinden, des Forum Wiedenest (ehemals „Missionshaus Bibelschule Wiedenest“) in Bergneustadt und ist im Leitungskreis der Evangelisch-Freikirchlichen Gemeinde Haiger. Von 2002 bis 2006 war Loh Vorsitzender von ERF Medien (Deutschland) mit Sitz in Wetzlar. Er ist Kuratoriumsmitglied von ProChrist und Aufsichtsratsmitglied von Trans World Radio (TWR).